# Декер, Джон
Джон Декер (англ. John Decker; имя при рождении ― Леопольд фон дер Декен, нем. Leopold von der Decken; 8 ноября 1895, Берлин ― 8 июня 1947, Голливуд) ― немецкий живописец, сценограф и художник-карикатурист. Работал в Голливуде в 1930-х и 1940-х годах.

## Биография
Ранние годы своей жизни Декер провёл в Лондоне, где работал сценографом. После начала Первой мировой войны был арестован как гражданин враждебного государства и интернирован на остров Мэн. В 1921 году сменил своё имя на Джон Декер и эмигрировал в Америку,  где устроился карикатуристом в газету New York World. В 1928 году переехал в Голливуд и занялся изобразительным искусством. Многие кинозвезды, в том числе Энтони Куинн, Эррол Флинн, Чарли Чаплин, Грета Гарбо и братья Маркс обращались к Декеру с просьбой нарисовать им портреты, а многие из его работ были представлены в фильмах: например, картины главного героя фильма Фрица Ланга Улица греха на самом деле принадлежали кисти Декера. Одна из его самых известных портретов, на котором изображается друг художника Уильям Филдс в образе королевы Виктории, висел на протяжении многих лет в ресторане Чейзена в Западном Голливуде. Портрет Джона Уэйна, который Декер нарисовал в 1945 году, был продан за $71,700 6 октября 2011 года. Как и его друзья Филд и Джон Бэрримор, Декер чрезмерно увлекался алкоголем, что и привело к преждевременной смерти. Живописец скончался 8 июня 1947 года в возрасте 51 года.

### Семья

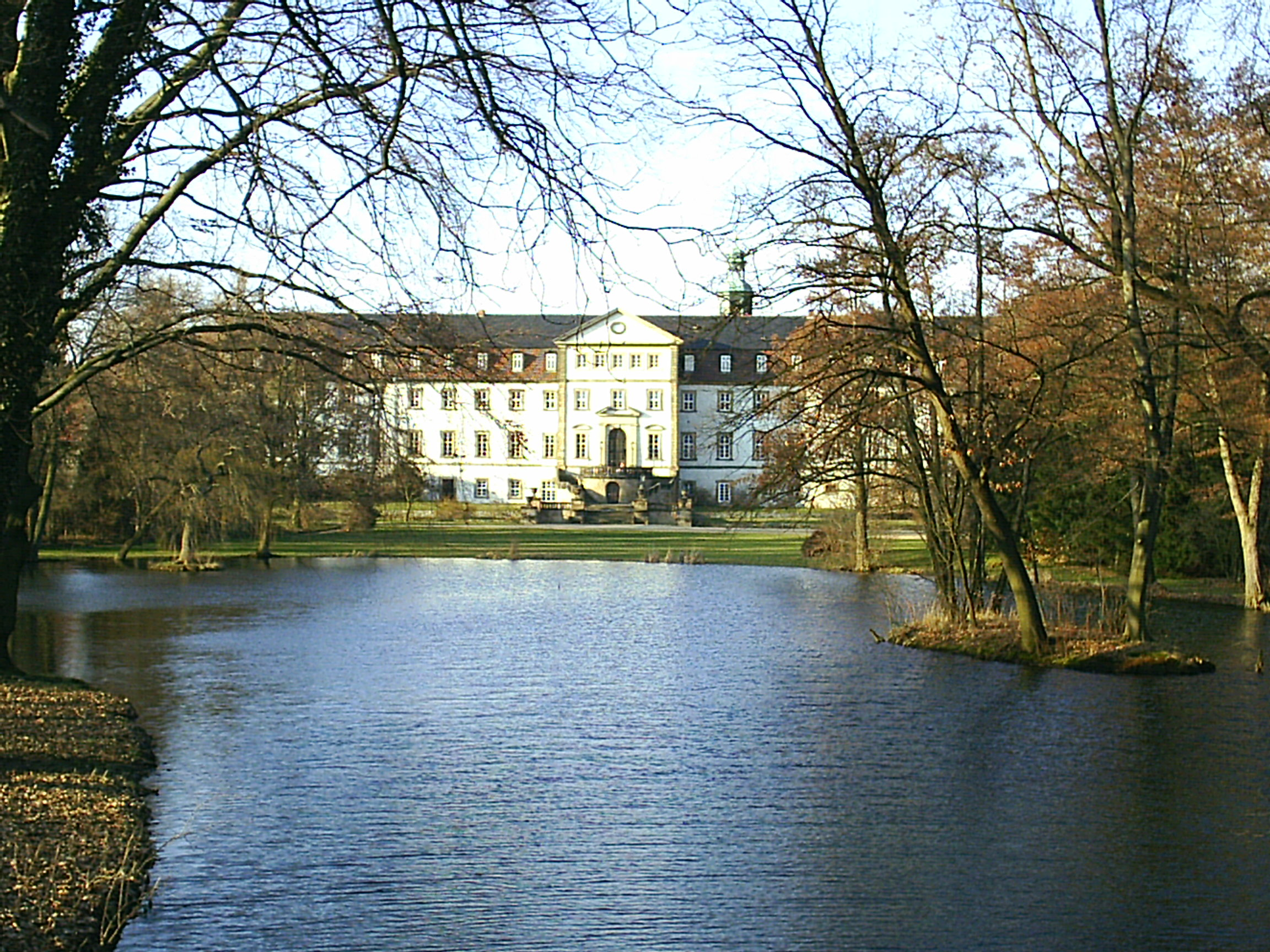
Замок Рингельхайм в Зальцгиттере, Германия, где вырос отец Декера

Мать художника Мария Анна Авенариус (1865―1918) была оперной певицей и исполняла оперы Вагнера  в Берлине и Байройте. Её отец, Фердинанд Авенариус, был актёром. Отец Декера, граф Эрнст Август фон дер Декен (1867―1934), вырос в замке Рингельхайм в Зальцгиттер Германия и работал репортёром для британских и немецких газет. Родители художника познакомились в опере. В 1897 году, через два года после рождения сына, они переехали в Лондон и поженились в апреле 1898 года в Гринвиче.
Дед Декера граф Георг фон дер Декен был депутатом германского Рейхстага. Как и его внук, он был художником.